# Szelestei-patak
A Szelestei-patak Vas vármegyében ered, Szeleste északnyugati részén. A patak forrásától kezdve keleti irányban halad, végül Ölbőnél eléri a Kőris-patakot.
A Szelestei-patak vízgazdálkodási szempontból a Rábca és Fertő-tó Vízgyűjtő-tervezési alegység működési területét képezi.

## Part menti települések
- Szeleste
- Kisölbő